# Karl David Myrbeck
Karl David Myrbeck, född 15 juli 1887 i Uppsala, död 10 april 1971 i Västerleds församling, var en svensk lantmätare.
Myrbeck blev filosofie kandidat 1912 och avlade lantmätarexamen 1915. Han blev 1928 distriktslantmätare i Norbergs distrikt. Han blev 1935 professor i skifteslära vid Kungliga Tekniska högskolan och var 1950–1954 professor i fastighetsteknik. Han invaldes i Ingenjörsvetenskapsakademien 1949. Myrbeck är begravd på Bromma kyrkogård.